# Войтцат, Зигфрид
Зигфрид Войтцат (нем. Siegfried Woitzat; 9 июля 1933, Гота — 23 апреля 2008) — восточногерманский футболист, защитник.

## Биография
Зигфрид Войтцат родился 9 июля 1933 года в немецком городе Гота.
Играл в футбол на позиции защитника. Всю карьеру провёл в одном клубе — «Моторе» из Йены. Дебютным для Войтцата стал сезон-1952/53, в котором он провёл в чемпионате ГДР 27 матчей, забил 4 мяча.
В 1952—1965 годах сыграл в чемпионате ГДР 278 матчей, забил 22 мяча, в том числе в Оберлиге — 193 матча, в которых забил 10 голов. Был капитаном команды.
В составе Мотора в 1963 году стал чемпионом ГДР, дважды в 1958 и 1965 годах выигрывал серебряные медали. В 1960 году стал обладателем Кубка страны.
Дважды участвовал в еврокубках. В сезоне-1961/62 провёл 3 матча в Кубке обладателей кубков (в том числе в полуфинале против испанского «Атлетико»), в сезоне-1963/64 — 2 матча в Кубке европейских чемпионов.
22 октября 1961 года провёл единственный в карьере матч за сборную ГДР, сыграв 90 минут в товарищеском поединке во Вроцлаве со сборной Польши (1:3).
Умер 23 апреля 2008 года.

## Достижения
- Чемпион ГДР (1): 1962/63.
- Серебряный призёр чемпионата ГДР (2): 1958, 1964/65.
- Обладатель Кубка ГДР (1): 1960.